# Umm Musa al-Hashimiyya
Umm Musa al-Hashimiyya, var en qahramana (hovdam) i tjänst vid abbasidernas harem under kalifen Al-Muqtadirs regeringstid 908-929.
Hon blev qahramana åt kalifens mor Shaghab år 910. Hon blev gunstling hos kalifens mor och lyckades genom sina kontakter göra sig till centralfigur för ett värdefullt nätverk av skyddslingar. Hennes intriger till förmån för sina skyddslingar, hennes familjs nepotism och hennes fiendskap med den populära visiren Ali ibn Isa al-Jarrah, som år 917 avskedades på grund av hennes ansträngningar, gjorde henne impopulär. 
När hon gifte bort sin niece med prins Abu'l-Abbas, sonson till kalifen al-Mutawakkil, anklagades hon av oppositionen för att hysa planer på att störta kalifen och placera sin ingifte brorson på tronen. År 923 arresterades hon och ersattes av Thumal, som lät tortera henne och hennes bror och syster tills de avslöjade var de hade gömt undan sin förmögenhet på en miljon gulddinarer. 